# L'Alliance (film)
Pour les articles homonymes, voir L'Alliance.
Pour plus de détails, voir Fiche technique et Distribution.
L'Alliance est un film français de Christian de Chalonge sorti en 1971.

## Synopsis
Un célibataire, vétérinaire de profession, cherche une épouse possédant un grand appartement, grâce à une agence matrimoniale. Il rencontre et épouse une très belle femme (Anna Karina), et installe son cabinet dans son vaste appartement du VIe arrondissement. 
Mais il amène de plus en plus d'animaux chez lui, y compris un serpent mortel, ce qui effraie la bonne, et inquiète son épouse. Lui-même soupçonne sa femme, qui sort souvent, d'avoir un amant. 
Fasciné par les insectes, le mari pense qu'ils survivraient à une guerre atomique, au contraire de l'humanité.  Les deux époux finissent par se réconcilier, au moment où tous les animaux de l'appartement semblent s'affoler, comme s'ils pressentaient un cataclysme imminent...

## Fiche technique
- Réalisation : Christian de Chalonge
- Assistant-réalisateur : Marco Pico
- Scénario : Jean-Claude Carrière d'après son roman éponyme
- Producteur : Paul Claudon
- Musique : Gilbert Amy
- Directeur de la photographie : Alain Derobe
- Montage : Henri Lanoë
- Création des décors : Hubert Monloup
- Ingénieur du son : Jean Rieul et André Hervée
- Société de production : C.A.P.A.C et ORTF
- Format : couleur  - Son mono
- Pays de production :  France
- Genre : drame
- Durée : 90 minutes
- Date de sortie: 
  - France : 15 janvier 1971

## Distribution
- Anna Karina : Jeanne
- Jean-Claude Carrière : Hugues
- Isabelle Sadoyan : Hélène
- Tsilla Chelton : Mme Duvernet
- Rufus : L'éleveur de pigeons
- André Gille : Monsieur Sedaine
- Jean Wiener
- Pierre Risch
- Pierre Julien
- Georges Poichet
- Pascal Korner
- Jean-Claude de Goros
- Maritin
- Antonio Pérez
- Paule Emanuele : Madame Sedaine
- Jeanne Berretta
- Arlette Balkis
- Marie-Claude Breton
- May Chartrette
- Cathy Grandy
- Jean-Pierre Darras : M. Duvernet
- Joëlle Bernard